# Municipio de Liberty (Nueva Jersey)
El municipio de Liberty (en inglés: Liberty Township) es un municipio ubicado en el condado de Warren en el estado estadounidense de Nueva Jersey. En el año 2006 tenía una población de 2,954 habitantes y una densidad poblacional de 90 personas por km².

## Geografía
El municipio de Liberty se encuentra ubicado en las coordenadas 40°52′11″N 74°57′17″O / 40.86972, -74.95472.

## Demografía
Según la Oficina del Censo en 2000 los ingresos medios por hogar en el municipio eran de $62,535 y los ingresos medios por familia eran $68,529. Los hombres tenían unos ingresos medios de $48,446 frente a los $33,529 para las mujeres. La renta per cápita para la localidad era de $24,743. Alrededor del 3.5% de la población estaba por debajo del umbral de pobreza.